# Conus magus
Conus magus is een in zee levende slakkensoort uit de familie Conidae. Conus magus werd in 1758 beschreven door Carl Linnaeus. Net zoals alle soorten binnen het geslacht Conus zijn deze slakken roofzuchtig en giftig. Zij bezitten een harpoenachtige structuur waarmee ze hun prooi kunnen steken en verlammen.

## Toepassing van het gif
Op basis van een peptide die zich in het gif van Conus magus bevindt, wordt Ziconotide gemaakt. Ziconotide is een weesgeneesmiddel tegen chronische pijn.